# CASA HC-144 Ocean Sentry
El CASA HC-144 Ocean Sentry es un avión turbohélice de patrulla marítima y búsqueda y rescate, construido por EADS CASA (posteriormente Airbus Military), desarrollado a partir del CN-235-300 MP Persuader. Este aparato es empleado por la Guardia Costera de los Estados Unidos, donde también es denominado como Medium Range Surveillance Aircraft (Avión de Vigilancia de Alcance Medio, MRSA).

## Diseño y desarrollo
El CASA HC-144 Ocean Sentry fue seleccionado para sustituir al HU-25 Guardian en la Guardia Costera de los Estados Unidos. El HC-144A Ocean Sentry forma parte del programa de adquisición Deepwater, de recapitalización y adquisición de nuevas unidades de los guardacostas. El HC-144A se basa en el CN-235-300 MP Persuader, una versión de patrulla marítima del avión de transporte táctico CASA CN-235. El HC-144 ofrece una mayor duración de servicio que los HU-25 Guardian a los que reemplaza, así como mejores capacidades en misiones de observación a baja altitud.
El HC-144A está equipado con un radar de búsqueda, cámaras electro-ópticas e infrarrojas, un sistema de identificación automática para la recolección de datos de buques en el mar, y una zona de comunicaciones, instaladas por Lockheed Martin, que se conecta al resto de sistemas de la aeronave tras su instalación. Este equipamiento del HC-144A es similar al que está instalado en los HC-130J Hercules de la Guardia Costera, lo que permite reducir los costes de mantenimiento y entrenamiento.

## Historia operacional
La entrega del primer aparato Ocean Sentry al Cuerpo de Guardacostas tuvo lugar en diciembre del año 2006, alcanzando la capacidad operativa inicial en abril de 2009.

## Operadores
Estados Unidos
- Guardacostas de los Estados Unidos

## Especificaciones (HC-144A)
Referencia datos: Página web de EADS - Airbus Military.

### Características generales
- Tripulación: Dos (pilotos)
- Carga: 5950 kg
- Longitud: 21,4 m (70,2 ft)
- Envergadura: 25,8 m (84,7 ft)
- Altura: 8,18 m
- Superficie alar: 59,1 m² (636,2 ft²)
- Peso vacío: 9800 kg (21 599,2 lb)
- Peso cargado: 15 500 kg (34 162 lb)
- Peso máximo al despegue: 16 500 kg (36 366 lb)
- Planta motriz: 2× turbohélice General Electric CT7-9C3.
  - Potencia: 1305 kW (1799 HP; 1775 CV) cada uno.
- Hélices: 1× Hamilton Standard 14RF-37 de 4 palas por motor.

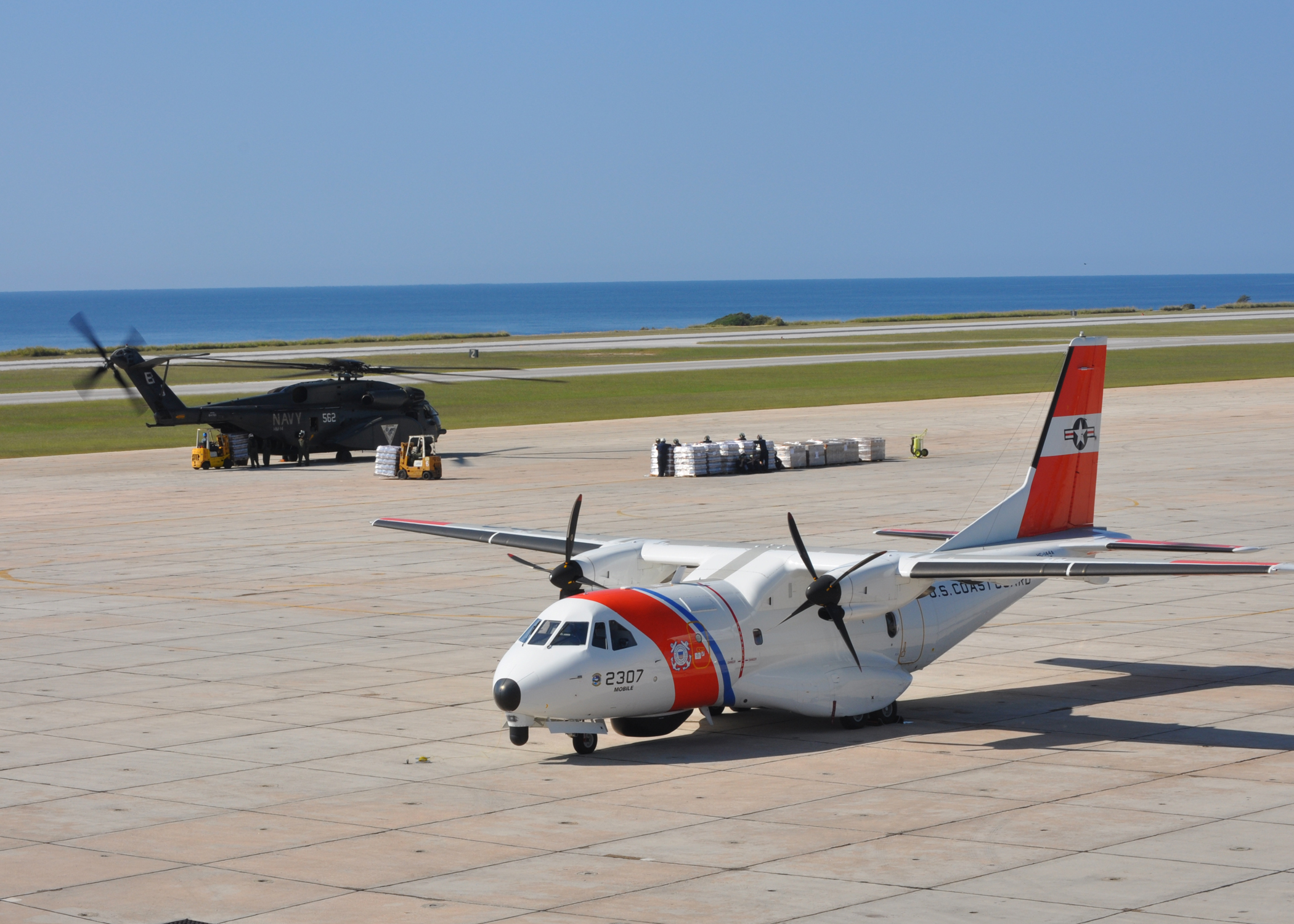
Un HC-144A y un MH-53E en la Bahía de Guantánamo.

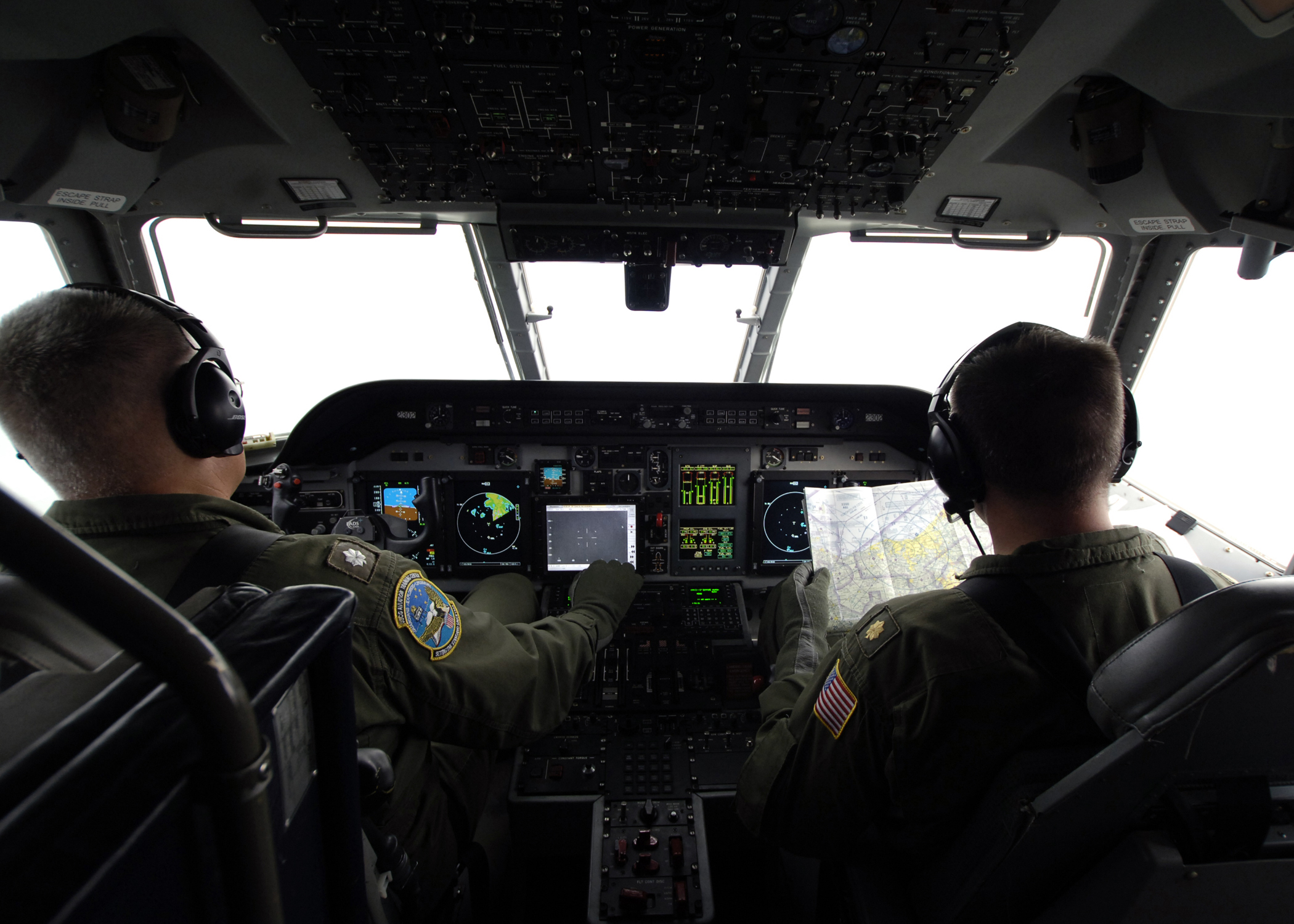
Cabina de vuelo.

- Capacidad de combustible: 5220 litros
- Dimensiones de la bodega de carga: 9,65×2,70×1,90 m (largo × ancho × alto)

### Rendimiento
- Velocidad máxima operativa (Vno): 450 km/h (280 MPH; 243 kt)
- Velocidad crucero (Vc): 437 km/h (272 MPH; 236 kt)
- Alcance: 2870 km (1550 nmi; 1783 mi) con 4000 kg de carga
- Alcance en ferry: 5003 m (16 414 ft) con el máximo de combustible
- Techo de vuelo: 9145 m (30 003 ft)
- Régimen de ascenso: 9 m/s (1778 ft/min)

## Aeronaves relacionadas

### Desarrollos relacionados
- CASA CN-235
- CASA C-295
- CASA C-295 Persuader

### Aeronaves similares
- Embraer P-99
- de Havilland Canada Dash 8
- Lockheed P-3 Orion
- Hawker Siddeley Nimrod
- Ilyushin Il-38
- ATR 72

### Secuencias de designación
- Secuencia C-_ (interna de CASA): ← C-207 - C-212 - C-223 - CN-235/HC-144 - C-295 - C-401
- Secuencia C-_ (Aviones de Carga estadounidenses (secuencia original revivida), 2005-presente): C-143 - C-144 - C-145 - C-146 - C-147